# Долината на Белия кон
За община Вейл оф Уайт Хорс вижте Вейл оф Уайт Хорс (община).
Долината на Белия кон (на английски Vale of White Horse) е долина в графство Оксфордшир. Главният град е Абингтън.
Долината носи името си от гигантската фигура на бял кон, изрязана в растителността, за да се види белият варовит цвят на почвата отдолу. Фигурата се вижда най-добре от самолет, въпреки че за произхода ѝ се спори. Според едни е съществувала още от Бронзовата епоха, а според други е изрязана в чест на победа на крал Алфред през IX век. Така или иначе фигурата редовно се почиства, за да се вижда от високо и е дала име на хълма, на местността и на долината.